# Dołni Tomczewci
Dołni Tomczewci (bułg. Долни Томчевци) – wieś w środkowej Bułgarii, w obwodzie Gabrowo, w gminie Trjawna. Obecnie wieś jest wyludniona.